# Elezioni europee del 1989 in Spagna
Le elezioni europee del 1989 in Spagna si sono tenute il 10 giugno.

## Risultati
| Liste          | Liste | Gruppo         | Voti       | %     | Seggi |
| -------------- | --- | -------------- | ---------- | ----- | ----- |
|                | Partito Socialista Operaio Spagnolo                                                                               | SOC            | 6.275.552  | 39,57 | 27    |
|                | Partito Popolare                                                                                                  | PPE            | 3.395.015  | 21,41 | 15    |
|                | Centro Democratico e Sociale                                                                                      | LDR            | 1.133.429  | 7,15  | 5     |
|                | Sinistra Unita | GUE            | 961.742    | 6,06  | 4     |
|                | Convergenza e Unione • Convergenza Democratica di Catalogna • Unione Democratica di Catalogna                     | - LDR PPE      | 666.602    | 4,20  | 2 1   |
|                | Raggruppamento Ruiz-Mateos                                                                                        | NI             | 608.560    | 3,84  | 2     |
|                | Coalizione Nazionalista • Partito Nazionalista Basco • Gruppi Indipendenti delle Canarie • Coalizione Galiziana   | - NI -         | 303.038    | 1,91  | 1 -   |
|                | Partito Andalusista                                                                                               | ARC            | 295.047    | 1,86  | 1     |
|                | Sinistra dei Popoli • Euskadiko Ezkerra • Altri (tra cui: CHA - UPV - PAS)                                        | - GV -         | 290.286    | 1,83  | 1 -   |
|                | Herri Batasuna | NI             | 269.094    | 1,70  | 1     |
|                | Per l'Europa dei Popoli • Eusko Alkartasuna • Sinistra Repubblicana di Catalogna • Partito Nazionalista Galiziano | - ARC -        | 238.909    | 1,51  | 1 -   |
|                | Partito dei Lavoratori di Spagna                                                                                  | -              | 197.095    | 1,24  | -     |
|                | Lista Verde | -              | 164.524    | 1,04  | -     |
|                | I Verdi Ecologisti                                                                                                | -              | 161.903    | 1,02  | -     |
|                | Federazione dei Partiti Regionali                                                                                 | -              | 151.835    | 0,96  | -     |
|                | Partito Comunista dei Popoli di Spagna                                                                            | -              | 79.970     | 0,50  | -     |
|                | Fronte Nazionale                                                                                                  | -              | 60.672     | 0,38  | -     |
|                | Partito Verde | -              | 58.686     | 0,37  | -     |
|                | Coalizione Socialdemocratica                                                                                      | -              | 52.577     | 0,33  | -     |
|                | Alternativa Verde - Movimento Ecologista di Catalogna                                                             | -              | 47.250     | 0,30  | -     |
|                | Blocco Nazionalista Galiziano                                                                                     | -              | 46.052     | 0,29  | -     |
|                | Altri <0,25% | -              | 199.838    | 1,26  | -     |
| Totale         | Totale | Totale         | 15.657.676 |       | 64    |
| Voti in bianco | Voti in bianco | Voti in bianco | 200.794    | 1,27  | -     |
| Totale         | Totale | Totale         | 15.858.470 | 100   |       |

- La Federazione dei Partiti Regionali include:  Unione Valenciana, Partito Regionalista di Cantabria, Estremadura Unita, Partito Riojano Progressista, Unione del Popolo Melillense, Partito Regionale di Madrid, Partito Regionalista del Paese Leonese, Unione dei Partiti Regionalisti di Castiglia-La Mancia.